# Гольдубер Валентин Львович
Гольду́бер Валентин Львович (народився 23 травня 1935, Харків, Українська РСР) — заслужений тренер УРСР з волейболу (1969), відмінник народної освіти УРСР (1966).

## Життєпис
Народився 23 травня 1935 року в місті Харків. Почав працювати тренером з волейболу ще на 1-му курсі факультету фізичного виховання Одеського педагогічного інституту ім. К. Д. Ушинського. По його закінченні працював старшим тренером в одеських ДЮСШ-7 і ДЮСШ-2. Збірні команди школярів та юнацтва під його керівництвом ставали переможцями і призерами всесоюзних та республіканських змагань.
Тренував збірну молодіжну команду УРСР, що стала призером ювілейної Спартакіади народів СРСР 1967 року.
З 1967 по 1971 роки працював старшим тренером команди «Буревісник» (Одеса). До цього 10 років працював головним тренером Міжвузівського центру підготовки спортсменів та одночасно тренером молодіжного складу чоловічої команди майстрів «Політехнік» (Одеса).
Серед його вихованців:
- Михальчук Віктор Ілліч[2]
- Перлов Борис Мойсейович
- Смугільов Олег Анатолійович

1989 року емігрував до США та продовжив тренерську роботу в «International Volleyball Camp» і волейбольному клубі «Big Apple». 1997 року закінчив Бруклінський коледж; з 1991 по 2004 рік працював учителем фізичного виховання дітей з обмеженими фізичними можливостями.
Мешкає в Сан-Франциско.